# Douglas Fairbanks junior

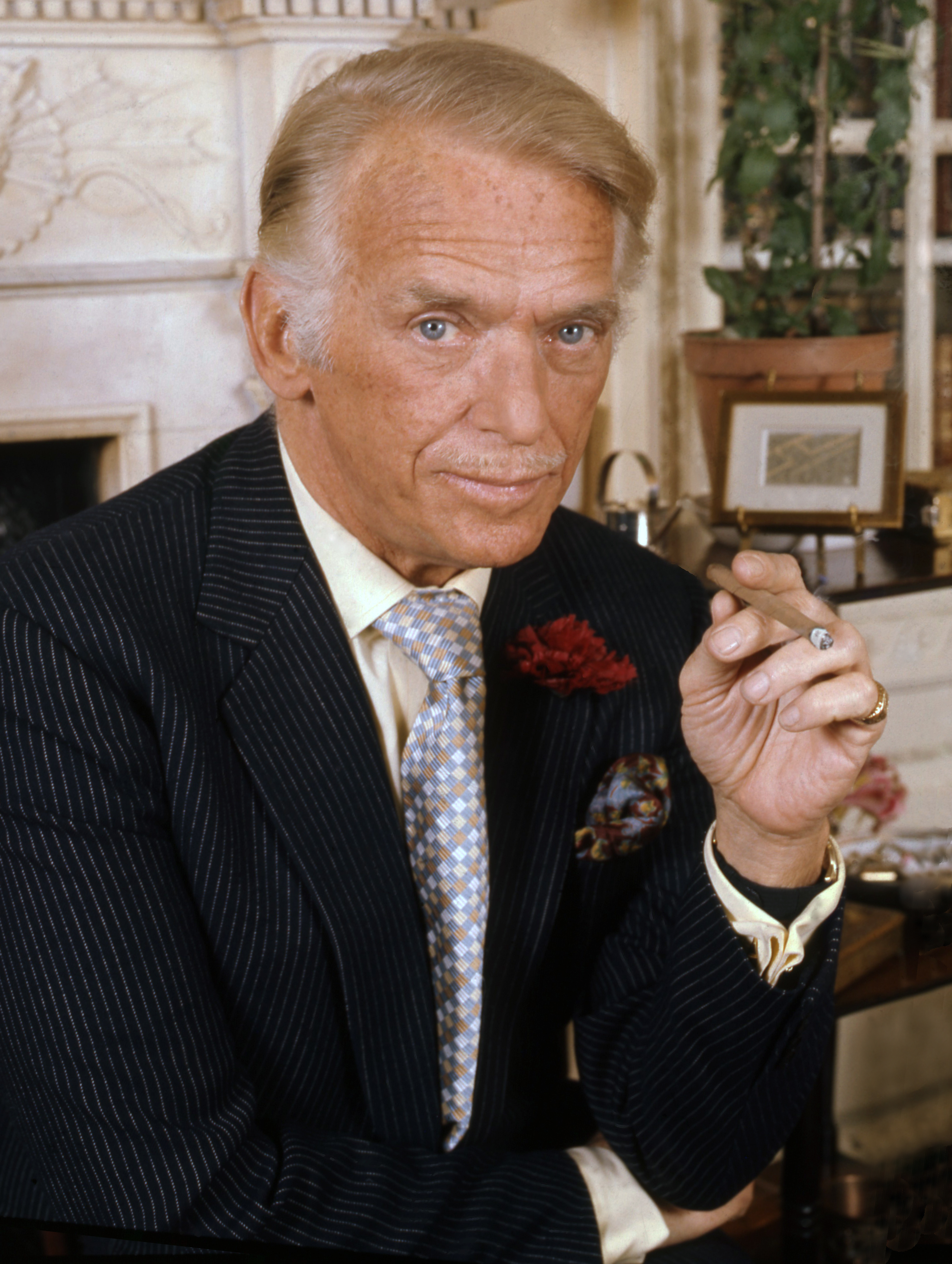
Douglas Fairbanks Jr. (1973), Foto: Allan Warren

Douglas Elton Ulman Fairbanks junior, KBE (* 9. Dezember 1909 in New York City; † 7. Mai 2000, ebenda) war ein US-amerikanischer Filmschauspieler sowie Film- und Fernsehproduzent.

## Leben
Sein Vater war Douglas Fairbanks senior, einer der berühmtesten Stummfilmschauspieler und Mitbegründer des Filmverleihs United Artists, seine Mutter war Anna Beth Sully. Die Eltern trennten sich, als Fairbanks zehn Jahre alt war. Er verbrachte daraufhin seine Jugend bei seiner Mutter in Kalifornien. Bereits im Kindesalter war Fairbanks in zwei Filmen an der Seite seines Vaters zu sehen. Mit 14 Jahren erhielt er einen Vertrag bei Paramount Pictures, der hauptsächlich auf seinen bekannten und berühmten Namen zurückzuführen ist. Er spielte zunächst unbedeutende Nebenrollen in zweitklassigen Filmen, wurde aber durch seine größten Mentoren, seine Stiefmutter Mary Pickford und den mit seinem Vater befreundeten Charlie Chaplin, darin bestärkt, mit dem Filmen weiterzumachen. Gelegentlich arbeitete Fairbanks auch für FBO.
In der letzten Phase der Stummfilmära gelang ihm der Durchbruch, der nicht zuletzt auf seinem guten Aussehen beruhte. Wie schon sein Vater wurde er besonders häufig in Abenteuerfilmen besetzt, beispielsweise in Der Gefangene von Zenda (1937) neben Ronald Colman, wo er als schurkischer Rupert von Hentzau eine seiner wohl besten Filmleistungen ablieferte. Eine positivere Rolle hatte er als britischer Sergeant in Aufstand in Sidi Hakim (1939), einem erfolgreichen Abenteuerfilm nach Rudyard Kiplings Gedicht Gunga Din. In anderen Filmgenres spielte unter anderem den von der Kriminalität bekehrten Freund von Edward G. Robinsons Gangsterboss im Filmklassiker Der kleine Cäsar (1931) und einen Broadway-Autoren in Morgenrot des Ruhms (1933) an der Seite von Katharine Hepburn. Außerdem war Fairbanks als männlicher Hauptdarsteller in zahlreichen Komödien wie Gauner mit Herz, Joy of Living und Wirbelwind aus Paris zu sehen. Im Jahr 1935 gründete er seine eigene Produktionsfirma.

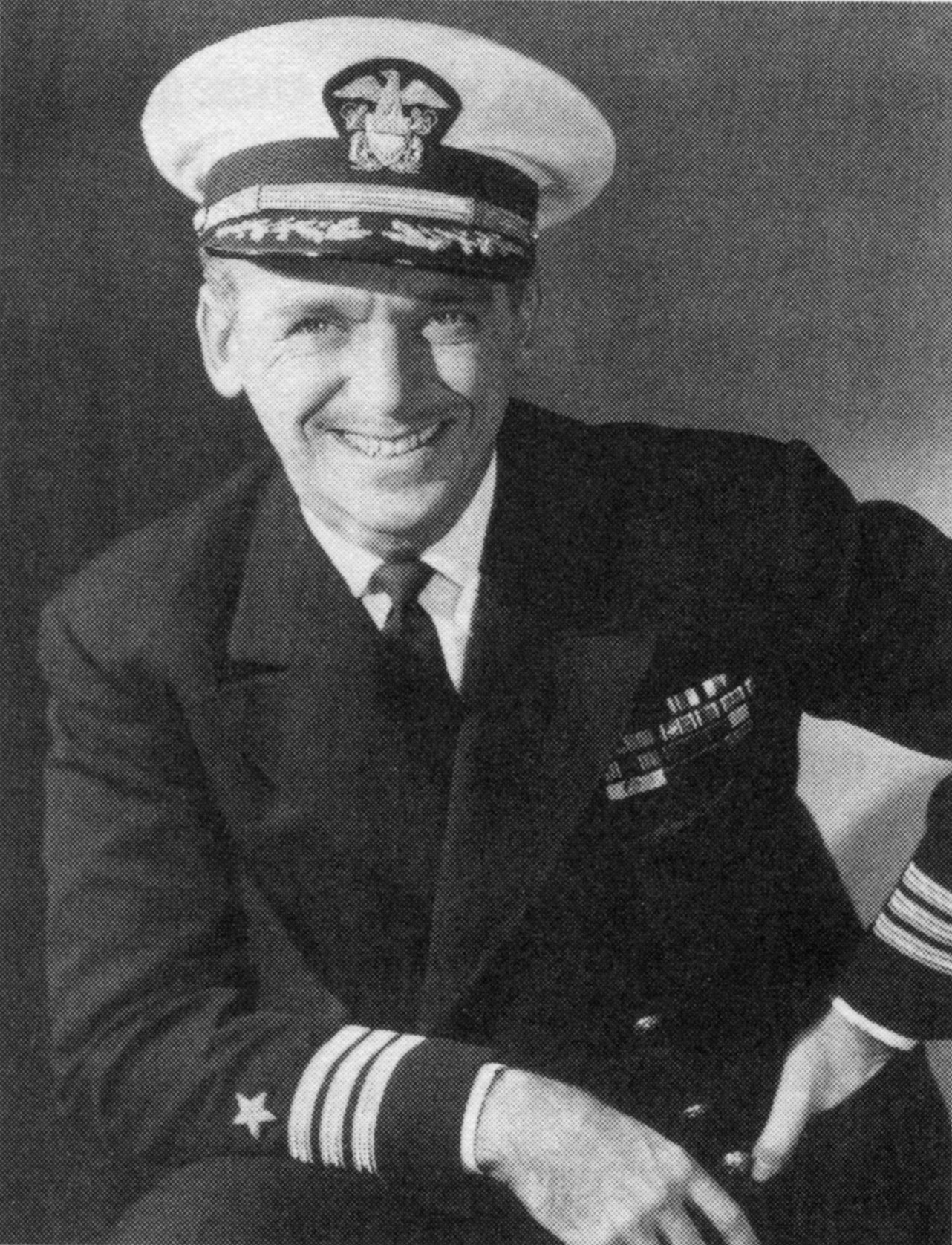
Fairbanks Jr. in der Uniform der US Navy

Im Jahr 1941 ging Fairbanks, der sich freiwillig für die United States Navy verpflichtet hatte, auf Geheiß von US-Präsident Franklin Delano Roosevelt auf eine Mission nach Südamerika. Mit dem Kriegseintritt der USA wurde er zum Stab von Lord Louis Mountbatten nach Großbritannien versetzt. Daraufhin wurde er in die USA zurückversetzt und war unter dem Kommando von Admiral Hewitt für die Planung der Landung in Nordafrika (Operation Torch) mitverantwortlich. Auf seine Idee hin wurden von Admiral King die „Beach Jumper“ ins Leben gerufen, die speziell für eine Landung trainiert wurden. Das Programm umfasste zu Anfang fast 500 Teilnehmer. Ihre Aufgabe war es, die feindlichen Truppen an anderen Stellen durch kleine Landungstrupps von der Hauptlandung abzulenken. Ihr Haupteinsatz war bei der Operation Husky, der Landung alliierter Streitkräfte auf Sizilien. Fairbanks wurde für seine Verdienste am Ende des Krieges in den Vereinigten Staaten hoch dekoriert. Großbritannien, Frankreich und Italien zeichneten den Schauspieler ebenfalls hoch aus. Bis 1954 war er in der Reserve der US-Navy im Rang eines Captain.

Douglas Fairbanks Jr. (1987)

Durch den Krieg anglophil geworden, verbrachte er die meiste Zeit seines restlichen Lebens in England. Gleichzeitig setzte er seine schauspielerische Karriere mit Filmen wie Sindbad der Seefahrer (1947) fort. Ab den 1950er-Jahren verlegte er seinen Arbeitsschwerpunkt auf das Theater und Fernsehen. Von 1953 bis 1957 hatte er eine eigene Fernsehserie, die Anthologie-Serie Douglas Fairbanks, Jr., Presents, durch die er als Gastgeber führte, in der er bisweilen als Darsteller auftrat und die er auch koproduzierte. Im Jahr 1981 kehrte er für den Horrorfilm Zurück bleibt die Angst noch einmal auf die Kinoleinwand zurück. Bis Ende der 1980er Jahre hatte Fairbanks mehrere Gastauftritte im US-amerikanischen Fernsehen.
Zu seinen engsten Freunden gehörte der berühmte britische Schauspieler Laurence Olivier, dem er nach dessen Tod in diversen Beiträgen seine persönliche Ehre erwies. Von 1945 bis 1950 war er Präsident von CARE International.

## Privatleben
Douglas Fairbanks Jr. war von 1929 bis 1933 mit der Schauspielerin Joan Crawford verheiratet. Sie heirateten in der City Hall von New York City, nachdem sein Geburtsdatum nach hinten verschoben worden war, da er in Wirklichkeit zu diesem Zeitpunkt noch minderjährig war. Es kam jedoch zur Trennung, nachdem Crawford ein Verhältnis mit Clark Gable hatte und keinerlei Interesse an seinem sozialen Engagement zeigte. Dennoch blieben beide nach ihrer Scheidung eng befreundet. Bei der Veröffentlichung des Buches Mommie Dearest der Adoptivtochter Christina Crawford stand Douglas seiner Ex-Frau öffentlich bei, indem er angab, die Joan Crawford des Buches sei nicht identisch mit der Joan Crawford, die er kenne.

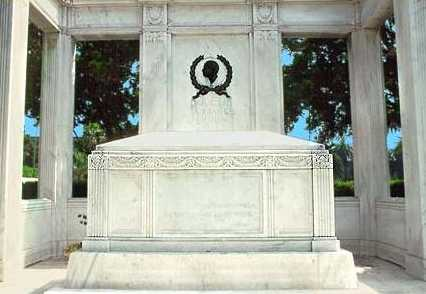
Grabmal von Fairbanks jr. und seinem Vater

Im Jahr 1939 heiratete er Mary Lee Epling, die 1988 verstarb; mit ihr hatte er drei Töchter: Daphne, Victoria und Melissa. Im Alter von 81 Jahren heiratete er 1991 die Journalistin Vera Shelton. Er starb am 7. Mai 2000 im Alter von 90 Jahren an einem Herzinfarkt und wurde an der Seite seines Vaters auf dem Hollywood Forever Cemetery beigesetzt.

## Filmografie (Auswahl)
- 1916: Amerikanische Aristokratie (American Aristocracy)
- 1921: Die drei Musketiere (The Three Musketeers)
- 1925: Das Opfer der Stella Dallas (Stella Dallas)
- 1925: Herren der Lüfte (The Air Mail)
- 1925: Im Tale der wilden Pferde (Wild Horse Mesa)
- 1926: Die schönste Frau der Staaten (The American Venus)
- 1926: Glanz und Elend in Hollywood (Broken Hearts of Hollywood)
- 1928: Helden der Nacht (The Toilers)
- 1928: Rummelplatz der Liebe (The Barker)
- 1928: Eine schamlose Frau (A Woman of Affairs)
- 1929: Moderne Mädchen (Our Modern Maidens)
- 1930: Start in die Dämmerung (The Dawn Patrol)
- 1931: Der kleine Cäsar (Little Caesar)
- 1931: Juwelenraub in Hollywood (The Stolen Jools)
- 1932: Union Depot
- 1933: Morgenrot des Ruhms (Morning Glory)
- 1933: Captured!
- 1934: Katharina die Große (Catherine the Great)
- 1936: Im Banne der Eifersucht (Accused)
- 1936: Gangster, Frauen und Brillanten (Jump for Glory)
- 1937: Der Gefangene von Zenda (The Prisoner of Zenda)
- 1938: Gauner mit Herz (The Young in Heart)
- 1938: Joy of Living
- 1938: Wirbelwind aus Paris (The Rage of Paris)
- 1938: Having Wonderful Time
- 1939: Aufstand in Sidi Hakim (Gunga Din)
- 1939: Herrscher der Meere (Rulers of the Sea)
- 1939: Die grüne Hölle (Green Hell)
- 1940: Angels Over Broadway
- 1941: Blutrache (The Corsican Brothers)
- 1947: Sindbad der Seefahrer (Sinbad the Sailor)
- 1947: Der Verbannte (The Exile)
- 1948: Die Frau im Hermelin (That Lady in Ermine)
- 1949: Auf Leben und Tod (The Fighting O'Flynn)
- 1950: Staatsgeheimnis (State Secret)
- 1951: Die Atomente (Mr. Drake’s Duck)
- 1953–1957: Douglas Fairbanks, Jr., Presents (Fernsehserie, auch Produzent)
- 1964: Dr. Kildare (Fernsehserie, eine Folge)
- 1972: Wie du mir, so ich dir (The Crooked Hearts, Fernsehfilm)
- 1979–1981: Love Boat (The Love Boat; Fernsehserie, drei Folgen)
- 1981: Zurück bleibt die Angst (Ghost Story)
- 1987: Strong Medicine – Tödliche Dosis (Strong Medicine, Fernsehfilm)
- 1989: B.L. Stryker (Fernsehserie, eine Folge)

## Ehrungen (Auswahl)
- 1949: Order of the British Empire
- 1982: Großes Bundesverdienstkreuz für seine Mitarbeit an den CARE-Paketen (1. Juni 1982)[3]
- 1960: Drei Sterne auf dem Hollywood Walk of Fame in den Sparten Film, Fernsehen und Radio
- Eine US-amerikanische Briefmarke der 1970er Jahre trägt sein Konterfei als Sindbad.